# Junkers T 26
Junkers T 26 – niemiecki, jednosilnikowy samolot szkoleniowy budowany przez firmę Junkers.

## Historia
Junkers T 26 był kontynuacją konstrukcji T 19 (z 1922), T 21 (z 1923) oraz T 23 (z 1923 roku). Podobnie jak model T 23, występował w wersji jedno- i dwupłatowej. Jak podawał producent trzy osoby były w stanie 15 minut zdemontować drugie skrzydło, przerabiając dwupłat na jednopłat. Jako że wersja dwupłatowa miała słabsze osiągi, więc w przypadku modelu T 26 często z niej rezygnowano. Mimo ostrej konkurencji na rynku samolotów szkoleniowych był używany w szkołach pilotażu dzięki swoim zaletom konstrukcyjnym.
13 czerwca 1931 doszło do głośnej katastrofy samolotu Junkers T 26, gdy egzemplarz posiadany przez „Anhaltischen Vereins für Luftfahrt” spadł w  Dessau na jedną z ulic i spłonął, obaj członkowie załogi zginęli. Organizacja ta posiadała 3 egzemplarze Junkersów T 26 (połowę z wyprodukowanych) i wszystkie uległy wypadkom.